# صموئيل كاستيلو
صموئيل كاستيلو (بالإسبانية: Samuel Castillo)‏ (12 يونيو 1986 في السلفادور - ) هو لاعب كرة قدم سلفادوري في مركز الدفاع. لعب مع A.D. Chalatenango ‏.